# Зиммер, Джон Тодд
Джон Тодд Зиммер (англ. John Todd Zimmer; 28 февраля 1889, Бриджпорт — 6 января 1957, Уайт-Плейнс) — американский орнитолог и энтомолог.

## Биография
Зиммер окончил Университет Небраски-Линкольна. Его специализацией была энтомология, но его всегда больше интересовала орнитология. С 1913 года он работал на Филиппинах, а затем в Новой Гвинее. Птиц, которых он собрал в Юго-Восточной Азии, он продал Американскому музею естественной истории. После своего возвращения в Америку он поступил на работу в Музей естественной истории имени Филда, где опубликовал два тома «Catalog of the Ayer Ornithological Library». Он участвовал в экспедициях в Африку и Перу.
В 1930 году Франк Чепмен взял его на работу в качестве помощника куратора по отделу птиц в Американском музее естественной истории в Нью-Йорке.
Он был также членом Американского общества орнитологов и редактором его журнала «The Auk» с 1942 по 1948 годы.

## Почести
В 1952 году за его вклад в авифауну Южной Америки Зиммер был награждён медалью Брюстера. В честь Зиммера назван вид птиц из рода земляные топаколо — Scytalopus zimmeri, рыжебрюхий иглохвостный печник (Synallaxis zimmeri) и луалабская белозубка (Crocidura zimmeri).